# Zavodnik
Zavodnik je priimek več znanih Slovencev:
- Alma Zavodnik Lamovšek (*1965), arhitektka, doc. za prostorsko &urbanistično planiranje
- Anton A. Zavodnik (1908–1993), veterinar
- Catherina Zavodnik (*1975), slikarka, grafičarka
- Dušan Zavodnik (1934–2023), morski biolog v Rovinju
- Feliks Zavodnik (1861–1902), župnik v Škofji Loki
- Franc Zavodnik (*1946), politik (član 1. Državnega sveta RS) (mizarski mojster, sodelavec Janeza Bernika)?
- Jasna Zavodnik, baletna plesalka in koreografinja
- Uroš Zavodnik, filmski režiser, scenarist, producent, fotograf (Ravne na Kor.)